# Vegårshei Station
Vegårshei Station (Vegårsgei stasjon) er en jernbanestation på Sørlandsbanen, der ligger i Vegårshei kommune i Norge. Den ubemandede station består af to spor med en øperron imellem, en stationsbygning i træ og et stoppested for busser til Tvedestrand.
Stationen åbnede 10. november 1935, da banen blev forlænget fra Neslandsvatn til Nelaug.